# Boyz N the Highlands
«Boyz N the Highlands» (укр. «Хлопці з нагір'я») — тринадцята серія тридцять третього сезону мультсеріалу «Сімпсони», прем'єра якої відбулась 6 березня 2022 року у США на телеканалі «Fox».

## Сюжет
Нельсона, Дольфа і Барта завгосп Віллі привозить на фургоні у гірську місцевість, як покарання суду у справах неповнолітніх. Одразу після того, як хулігани кепкують з Барта, Віллі оголошує їм, що до них приєднається ще один, — Мартін Принс, якого привезли батьки. Віллі запрошує їх знайти у горах найбільший з усіх скарбів, а він чекатиме їх на іншому місцевості.
Віллі залишає їх, і хлопці розпочинають свою подорож. Дорогою вони обговорюють, за що їх відправили. Всіх відправили примусово за скоєння вандалізму у Спрінґфілді, окрім Мартіна, який добровільно погодився на похід.
Тим часом удома Гомер і Мардж починають будувати плани на вихідні наодинці. Однак їх перебиває Ліса, яка, користуючись відсутністю брата (і Меґґі, яку відправила до тіток) хоче пожити як єдина дитина. Спершу дівчинка хоче, щоб її називали Жюль (найпопулярніше ім'я серед єдиних дітей)…
Хлопчаки продовжують свій шлях. Несподівано вони знаходять козеня у клітці і запрошують його приєднатися до них, називаючи його Аксель, а Нельсон думає, що Аксель і є «Найбільшим з усіх скарбів», про який говорив Віллі. Раптово, коли хлопці все більше насміхаються з Мартіна, до них доходять люди у ритуальних костюмах, і просять повернути жертовну козу. Діти починають тікати, і відриваються.
Вони прибувають до річки, де знаходчть каное. Однак, Аксель боїться сісти у човен, а Мартін — кинути козеня. Барт змушений відділитися від розбишак і разом з Мартіном і Акселем іде пішки.

Ліса вдає єдину дитину

Вдома Сімпсони вони грають у «Монополію», і Ліса гнівно починає квапити батьків, бо вони відстають від графіка. Ліса поспіхом їсть занадто багато морозива, і, коли вона просить Гомера «пограти у конячку», вона блює. Гомер і Мардж тягнуть доньку нагору відпочити. Наступного ранку Ліса прокидається у ліжку Гомера і Мардж, і нарешті задоволена.
У Нельсона і Дольфа починаються проблеми з каное, вони досягають берега та вишуканого будиночка. Однак, їх ловлять сатаністи, які замикають дітей у підвалі, в погрожують їм розправою за звільнення кози.
Тим часом Барт, Мартін та Аксель мокнуть під дощем. Барт не витримує постійну балаканину Мартіна й каже йому, що вони ніколи не будуть друзями, а він залишився з ним тільки задля Акселя. Розгнівавшись, Мартін розкриває всі проблеми, які він має: насправді його також засудили за крадіжку ліків, на які його «підсадили батьки», і звинувачує Барта в тому, що він ― лише послідовник, а не хуліган. Мартін іде, і Аксель вирішує піти з ним.
Пробігши лісом, Барт знаходить послід Акселя, за яким він досягає Мартіна. Барт визнає, що він має рацію. Опісля ж вони бачать, як Нельсона і Дольфа приносять у жертву. Вони виявляють, що сектанти — це просто студенти-кінематографісти, які знімають фільм, який діти зіпсували.
Медісон, одна зі студентів, злиться і починає бити конструкцію, але леза починають різати близько до голів хуліганів. Мартін знаходить спосіб і з Братом танцюючи вальс, звільняє друзів. Зрештою, хулігани приймають Мартіна як одного з них.
Дійшовши до Віллі, той розповідає дітям, що скарб — це вся їхня подорож (що не подобається хлопчакам). Коли приїжджають батьки Мартіна, він відмовляється їхати з ними, бо є «поганцем».
У сцені під час титрів вдома у Сімпсонів життя повертається до норми, а Ліса насолоджується фотографіями зі «спогадами єдиної дитини».

## Цікаві факти та культурні відсилання
- Сюжет серії заснований на чорній комедії «Get Duked!» (укр. «Хлопці в лісі») 2019 року[1].
- Нельсон цитує «Пісню про себе» Волта Вітмена[2].
- Жарт про стосунки між бабусею і дідусем Мартіна натхненний довгим шлюбом бабусі співвиконавчого продюсера епізоду Тіма Лонга[3].
- Опис Каю, який наводить Мартін, повністю взятий зі статті про мультсеріал в англомовній Вікіпедії[4].

## Ставлення критиків і глядачів
Під час прем'єри серію переглянули 1,53 млн осіб, з рейтингом 0.4, що зробило її найпопулярнішим шоу на каналі «Fox» тієї ночі.
Тоні Сокол з «Den of Geek» дав серії три з половиною з п'яти зірок, сказавши, що серія «пропускає шлях, менш пройдений для прокладання нового напрямку, але втрачає опору на цьому шляху».
Маркус Ґібсон із сайту «Bubbleblabber» оцінив серію на 7/10, порівнявши з попередньою серією, в якій також сюжет розповідав про виживання у дикій місцевості:
|  | Від однієї катастрофічної подорожі по пустелі в іншу. Сім'я просто не може розслабитися на природі, не зіткнувшись із двома проблемами. На щастя, це в першу чергу робить це шоу веселим… Загалом, «Boyz N the Highlands» — це ще одна подорож у дику природу, яка настільки ж небезпечна і весела, як і переслідування сатаністського культу. Це не зовсім збігається з тим, через що пройшли Гомер і Мардж під час своєї подорожі на природу з точки зору сюжету. Однак гумору було достатньо, щоб зробити цю пригоду в дикій природі приємнішою, ніж проводити наші нескінченні дні перед екранами. |

Згідно з голосуванням на сайті The NoHomers Club більшість фанатів оцінили серію на 4/5 із середньою оцінкою 3,92/5.